# KR (Karl Rühmer)
KR is een historisch motorfietsmerk.
De bedrijfsnaam was: Maschinenfabrik Dr. Ing. Karl Rühmer & Co., München.
Dit was een Duits merk dat uit het merk Karü ontstond. Er werd gebruikgemaakt van de oude 492cc-BMW-boxermotor (de "Bayernmotor") en een 998cc-MAG-kop/zijklep V-twin. De productie van het merk KR duurde van 1924 tot 1925.